# Le lour passé de Plume Latraverse Vol. I
Albums de Plume Latraverse
D'un début... à l'autre Le Lour Passé De Plume Latraverse Vol. II
Le Lour Passé de Plume Latraverse Vol I est un album de compilations de l'artiste Plume Latraverse.

## Liste des titres
Toutes les chansons sont écrites par Plume Latraverse, sauf mention contraire.
| No  | Titre                                     | Parution originale                               | Durée |
| --- | ----------------------------------------- | ------------------------------------------------ | ----- |
| 1.  | Le Gros Flash mauve                       | Plume pou digne (1974)                           | 5:46  |
| 2.  | La Descente aux enfers                    | Les Mauvais Compagnons (Métaphormoses II) (1984) | 2:37  |
| 3.  | Babine et Babin                           | Métamorphoses, Tome I (1982)                     | 1:56  |
| 4.  | Ô petit restaurant du coin                | Livraison… par en arrière (1981)                 | 3:35  |
| 5.  | Terre de soleil                           | En noir et blanc (1976)                          | 2:37  |
| 6.  | Les Humains                               | Métamorphoses, Tome I (1982)                     | 3:57  |
| 7.  | Les Yeux cloches                          | Autopsie canalisée (1983)                        | 3:11  |
| 8.  | La P'tite Vingnenne pis l'gros torrieu    | À deux faces (1976)                              | 2:26  |
| 9.  | Les Pauvres                               | All Dressed (1978)                               | 9:23  |
| 10. | Moutonoir                                 | French Tour (1980)                               | 3:02  |
| 11. | Fait d'hiver (Ti-minou d'amour)           | Les Mauvais Compagnons (Métaphormoses II) (1984) | 3:16  |
| 12. | La Chanson de Jean-Claude                 | Autopsie canalisée (1983)                        | 1:28  |
| 13. | Not' beau local (Latraverse-Faulkner)     | All Dressed (1978)                               | 1:23  |
| 14. | Le Souff' du Yâb                          | Métamorphoses, Tome I (1982)                     | 2:31  |
| 15. | Saigne tes brakes                         | À deux faces (1976)                              | 7:36  |
| 16. | Salut Trenet!                             | Chirurgie plastique (1980)                       | 2:31  |
| 17. | Anecdote (Latraverse-Faulkner)            | Pommes de route (1975)                           | 1:05  |
| 18. | Les Mauvais Compagnons                    | Métamorphoses, Tome I (1982)                     | 3:00  |
| 19. | Le Cadeau                                 | Les Mauvais Compagnons (Métaphormoses II) (1984) | 3:42  |
| 20. | Les Bobettes à Bedê (Latraverse-Faulkner) | Pommes de route (1975)                           | 0:31  |
| 21. | Jonquière (Latraverse-Faulkner)           | Pommes de route (1975)                           | 3:22  |
| 22. | Dans n'importe quelle ville               | Autopsie canalisée (1983)                        | 4:23  |

1. ↑  Issue originellement de l'album en concert En noir et blanc de 1976, la version incluse sur le Lour passé est un réarrangement électrique de 1980 avec les Mauvais Compagnons.